# Broeck Pointe
Broeck Pointe és una població dels Estats Units a l'estat de Kentucky. Segons el cens del 2000 tenia 294 habitants.

## Demografia
Segons el cens del 2000, Broeck Pointe tenia 294 habitants, 96 habitatges, i 88 famílies. La densitat de població era de 1.621,6 habitants/km².
Dels 96 habitatges en un 43,8% hi vivien nens de menys de 18 anys, en un 86,5% hi vivien parelles casades, en un 5,2% dones solteres, i en un 8,3% no eren unitats familiars. En el 8,3% dels habitatges hi vivien persones soles el 4,2% de les quals corresponia a persones de 65 anys o més que vivien soles. El nombre mitjà de persones vivint en cada habitatge era de 3,06 i el nombre mitjà de persones que vivien en cada família era de 3,25.
Per edats la població es repartia de la següent manera: un 28,2% tenia menys de 18 anys, un 6,5% entre 18 i 24, un 22,8% entre 25 i 44, un 35% de 45 a 60 i un 7,5% 65 anys o més.
L'edat mediana era de 41 anys. Per cada 100 dones de 18 o més anys hi havia 88,4 homes.
La renda mediana per habitatge era de 103.106 $ i la renda mediana per família de 106.592 $. Els homes tenien una renda mediana de 65.938 $ mentre que les dones 39.167 $. La renda per capita de la població era de 35.297 $. Entorn del 2,3% de les famílies i el 2,8% de la població estaven per davall del llindar de pobresa.

## Poblacions més properes
El següent diagrama mostra les poblacions més properes.